# Tarlórépa
A tarlórépa (Brassica rapa var. rapa) egy, a káposztafélék (Brassicaceae) családjába tartozó kétéves lágyszárú gyökérzöldség. Fő jellemzője a gyökérből és a gyökértőből képződő gumó. A formája lapos-gömb, vagy hosszú kúpos, a színe lehet fekete, szürke, fehér vagy sárga, a gumó föld feletti felső része zöld vagy lila. A húsa fehér vagy sárgás.

## Történet

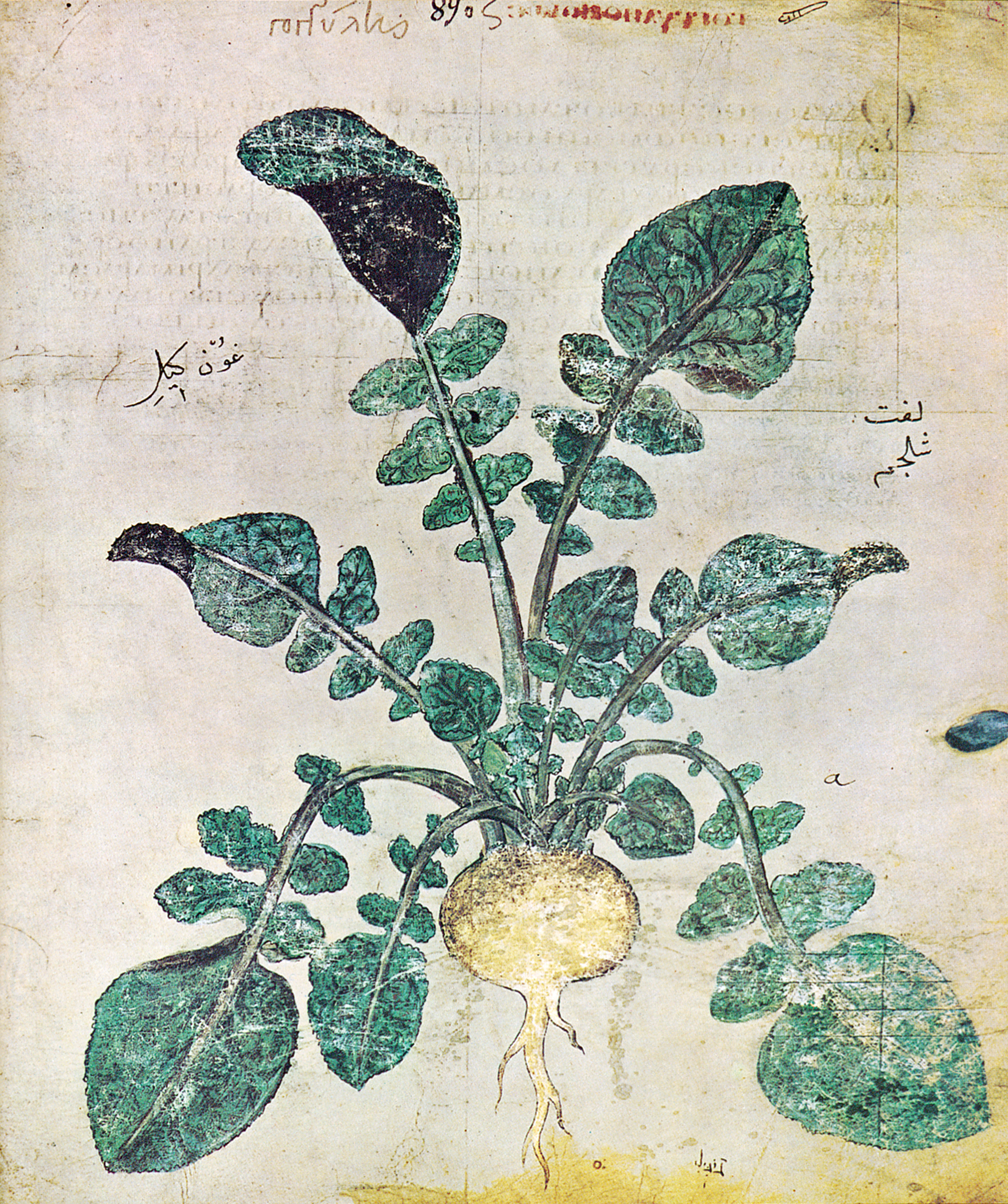
Tarlórépa a Bécsi Dioscoridesben, fol. 89r (512)

A tarlórépa származási területe Kelet-Afganisztán, illetve Nyugat-Pakisztán lehet, de a Földközi-tenger vidéke is szóba jöhet. Az ókorban már elterjedt volt Kis-Ázsiában. A rómaiak és a görögök már a kereszténység előtti időkben ismerték, szövegeik említik. A középkor- és reneszánsz gyógyfüves könyveiben is megtalálható. A régészeti bizonyítást bonyolítja, hogy nagyon hasonló a vad réparepce (Brassica rapa ssp. campestris) magja, amely szántóföldi gyomként nagyon elterjedt. Szintén régóta termesztik Indiában és Kínában.
A karórépához hasonlóan a burgonya elterjedése előtt fontos termény volt. Magyarországon főleg a Dunántúlon termesztették. A régi magyar szakácskönyvek "fehér répa" néven említik.
Az újkortól főként takarmányként jelentős és igazán gyakran csak éhínségek idején került az asztalra.
A 21. században a modern konyha az egészséges táplálkozásra való igény miatt újra felfedezte, ezért kulináris jelentősége ismét növekszik.

## Felhasználás
A tarlórépa elsősorban téli gyökérzöldségként használatos, de felhasználása állati takarmányként is jelentős. Zsenge levelei és fiatal gumója nyersen is fogyasztható. Fejlett gumója főzve, illetve savanyítva a legjobb.
A gumó gyorsan nő, így a tarlórépa alkalmas gabonafélék utáni másodvetésre. Egyes fajták már 50 nap után betakaríthatók, míg az áttelelőknek akár 100 napra is szükségük lehet.

## Tápanyagtartalom
| 100 g friss, ehető növényrész | Víz % | Energia kJ (kcal) | Szén- hidrát | Fehérje | Zsírok | Rost- anyagok | Vitamin A | C mg | B1 mg | B2 mg | B3 mg | Ca mg | P mg | K mg | Na mg | Mg mg | Fe mg |
| ----------------------------- | ----- | ----------------- | ------------ | ------- | ------ | ------------- | --------- | ---- | ----- | ----- | ----- | ----- | ---- | ---- | ----- | ----- | ----- |
| Gumó                          | 91,5  | 125 kJ (30 kcal)  | 6.6 g        | 1,00 g  | 0.19 g | 0.90 g        | nyomokban | 30   | 0.05  | 0.06  | 6     | 39    | 32   | 20   | 50    | 15    | 0.5   |
| Levelek                       | 90,5  | 117 kJ (28 kcal)  | 5.2 g        | 2.1 g   | 0,35 g | 0.80 g        | 5740 NE   | 93   | 0.14  | 0.33  | 0,8   | 224   | 66&  | 309  | 32    | 45    | 1.5&  |